# Nahum Nir

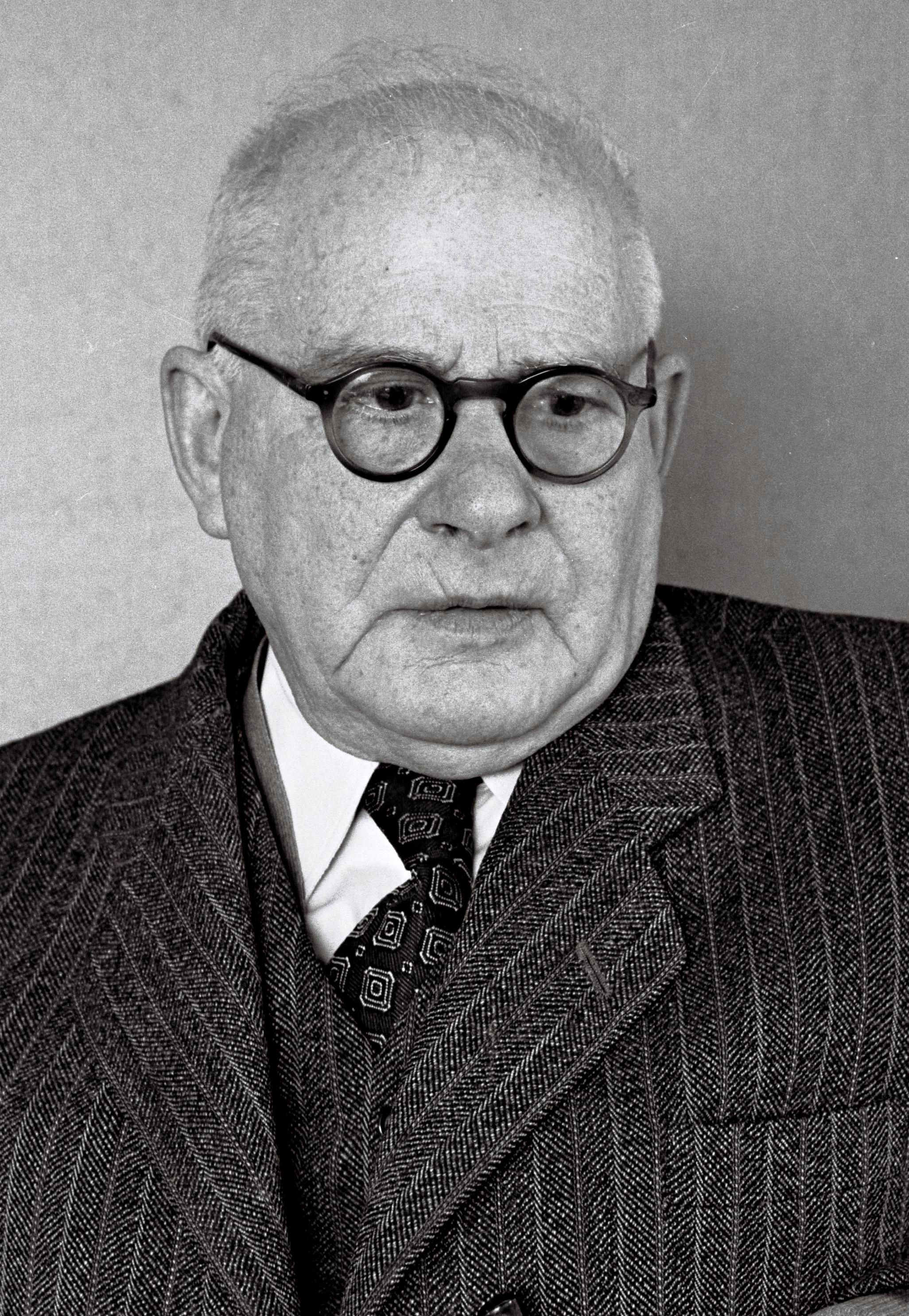
Nahum Nir (1956)

Nachum Nir (hebräisch נָחוּם נִיר Nachūm Nīr, * 17. März 1884 in Warschau; † 10. Juli 1968 in Petach Tikwa) war ein israelischer Politiker polnischer Abstammung und 1959 kurzzeitig Parlamentspräsident.

## Leben

### Studium, Beruf und politisches Engagement
Nach dem Schulbesuch in Warschau studierte er zunächst Naturwissenschaft an der Universität Warschau, der Universität Zürich sowie der Universität Sankt Petersburg. Bereits während seines Studiums an der Universität Warschau wurde er 1903 zunächst Mitglied des zionistischen Studentenverbandes Kedima sowie 1905 von Poʿalei Zion, einem marxistisch-zionistischem Zirkel jüdischer Arbeiter.
Ein postgraduales Studium der Rechtswissenschaften an der Universität Sankt Petersburg und der Kaiserlichen Universität Jurjew beendete er 1908 mit der Promotion zum Doktor der Rechte. Nir, der 1906 eine viermonatige Freiheitsstrafe wegen seiner politischen Aktivitäten verbüßte, war sowohl 1905 als auch 1907 Delegierter auf dem Zionistenkongress. Er gehörte auch zu den Gründern der Weltunion von Poʿalei Zion, die im August 1907 in Den Haag ihren ersten Weltkongress abhielten.
Nach Beendigung seines Studiums ließ er sich als Rechtsanwalt in Sankt Petersburg sowie später in Warschau nieder und gehörte 1919 zu den Teilnehmer am Poʿalei Zion-Weltkongress in Stockholm, bei der sich die Poʿalei Zion aufgrund von Uneinigkeiten bezüglich Zionismus, Aktivitäten in Palästina und Beitritt zur Sozialistischen Internationalen spaltete. 1919 wurde er darüber hinaus als Mitglied in den Stadtrat von Warschau gewählt.
Nach seiner Auswanderung (Alija) ins heutige Israel 1925 war er wieder als Rechtsanwalt tätig. Gleichzeitig engagierte er sich weiter in der Poʿalei Zion-Bewegung und wurde nach der Abspaltung der Left World Union of Poʿalei Zion deren Sekretär. In dieser Funktion gehörte er auch zu den Unterhändlern, die sich für einen Beitritt der Union zur Kommunistischen Internationale bemühten. In den folgenden Jahren war er Mitglied des Nationalvorstandes von Left Poʿalei Zion und des Politischen Komitees der Partei Achdut haʿAvoda–Poʿelei Zion. Im Jahre 1944 wählten die Stimmberechtigten der Personalkörperschaft jüdischer Palästinenser (Jischuv) Nir in die vierte jüdische Repräsentantenversammlung des Mandatsgebiets, aus deren Mitte ihn die Mitglieder in die Exekutive, den Nationalausschuss (hebräisch הַוַּעַד הַלְּאֻמִּי HaWaʿad haLeʾummī), wählten. Er gehörte zu den Nationalausschussmitgliedern, die am 12. April 1948 in den 37-köpfigen Volksrat (Übergangsparlament) und nach Staatsgründung in die provisorische Regierung Israels eintraten.

### Politische Laufbahn im Staat Israel
Nach der Gründung des Staates Israel am 14. Mai 1948, Nachum Nir war einer der 37 Erstunterzeichner der israelischen Unabhängigkeitserklärung, wurde er am 14. Februar 1949 als Kandidat der Mapam (Vereinigte Arbeiterpartei) zum Mitglied in die Knesset gewählt, verlor dieses Mandat jedoch bereits am 20. August 1951. Am 12. Oktober 1955 wurde er abermals Mitglied der Knesset und vertrat nunmehr bis zum 22. November 1965 die Interessen der Achdut haʿAvodah.
Während seiner Mitgliedschaft in der Knesset war er zunächst 1949 bis 1951 stellvertretender Parlamentspräsident sowie Vorsitzender des Ausschusses für Verfassung, Recht und Justiz. Das Amt des Ausschussvorsitzenden hatte er abermals von 1955 bis 1959 inne.
Nach einer kurzzeitigen Tätigkeit als Parlamentspräsident vom 2. März bis zum 3. November 1959 war er anschließend bis November 1965 wieder stellvertretender Parlamentspräsident. Zugleich war er zwischen 1959 und 1965 auch Vorsitzender des Ausschusses für den öffentlichen Dienst sowie von 1961 bis 1965 Vorsitzender des Gemeinsamen Ausschusses zum Anwachsen der Jugendkriminalität. Nachum Nir starb am 10. Juli 1968 im Beilinson Hospital in Petach Tikwa.

## Veröffentlichungen
- פִּרְקֵי חַיִּים: בְּמַעְגַּל הַדּוֹר וְהַתְּנוּעָה hebräisch Pirqei Chajjim – bəMaʿəgal haDor we-haTnuʿah (Memoiren), Tel Aviv: הַקִּבּוּץ הַמְּאֻחָד, 5718[2]